# Festuca jeanpertii
Festuca jeanpertii är en gräsart som först beskrevs av St.-yves, och fick sitt nu gällande namn av Markgr. Festuca jeanpertii ingår i släktet svinglar, och familjen gräs. Inga underarter finns listade i Catalogue of Life.